# 耶穌聖心教堂 (基爾伯恩)
耶穌聖心教堂（英語：Sacred Heart Church，亦稱聖心教堂）是位於倫敦基爾伯恩的一座羅馬天主教教堂，是由持續於此教區奉獻的無玷聖母獻主會所創立，教堂建築交由E·W·普金所設計，在他去世後由他的兄弟們分別於1879年和1898至1899年分兩階段建造。耶穌聖心教堂位於奎克斯路和馬澤諾德路路的交會轉彎處，緊鄰聖馬善樂小學。

## 歷史

### 初始
聖心教堂和塔丘的英國殉道者教堂都是由無玷聖母獻主會同時創立和建造的。1865年，無玷聖母獻主會受樞機主教尼古拉斯·威斯曼邀請來到倫敦，開始在基爾伯恩和塔丘規劃，在抵達基爾伯恩後不久，獻主會就建造了一座臨時教堂。 1866年，獻主會買下一塊地用於建造永久教堂。E·W·普金在他1875年去世之前完成了教堂的設計。

### 建造
建築工程於1875年開始，由普金的兄弟們卡斯伯特·韋爾比·普金和彼得·保羅·普金與他們的妹夫喬治·阿什林合作監督。總共分為兩階段建造，第一階段於1879年完成中殿前四層，第二階段於1898年開始，在教堂東面增添了兩層隔間作為聖壇和小聖堂，並於1899年完工。

### 擴建
由於教區的天主教人口較多，因此需要進一步擴建以容納教徒，於是在1959年由Gordon & Gordon建築公司增加了寬大的哥德式門廊，原來西牆的開口也被拓寬以改善視野。1964年，此時的教區已有超過10,000人參加18場主日彌撒，因此教堂又進行了大規模的擴建，包括拓寬南邊走道寬度，在原來聖壇的地方增加耳堂（transepts），並且新增了一個聖壇，紀念被暗殺的約翰·甘迺迪總統而新設立了一個新的祭壇（alter）。梵蒂岡第二屆大公會議後，又添加了阿瑟·弗萊施曼所繪的最後的晚餐的壁板。

### 擴展據點
在20世紀中期，隨著當地天主教社群的規模逐漸擴大，人們認為需要一個新的地方教堂，於是在1948年買下了一座位於西基爾伯恩原屬衛理公會的小教堂，該教堂最初建於1880年左右，並被改為了無玷聖母聖心教堂。它最初是由聖心教堂的修道士服務的，現在它變成一個教區教堂，並仍然由修道士們負責。

## 建築風格

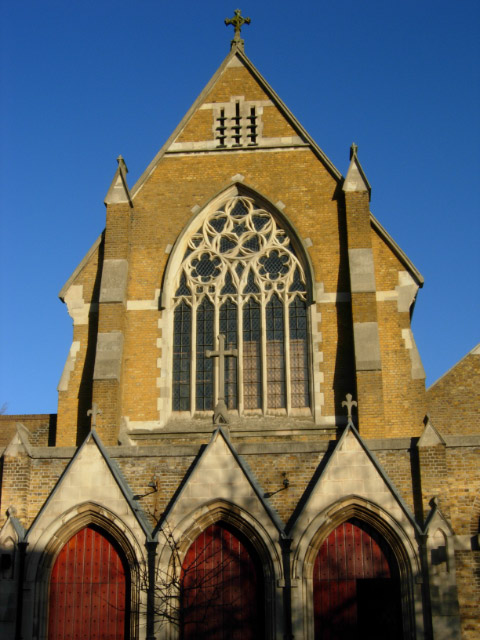
教堂西側
六光窗及鏤空窗格（上方）
三個入口拱門（下方）

### 外觀

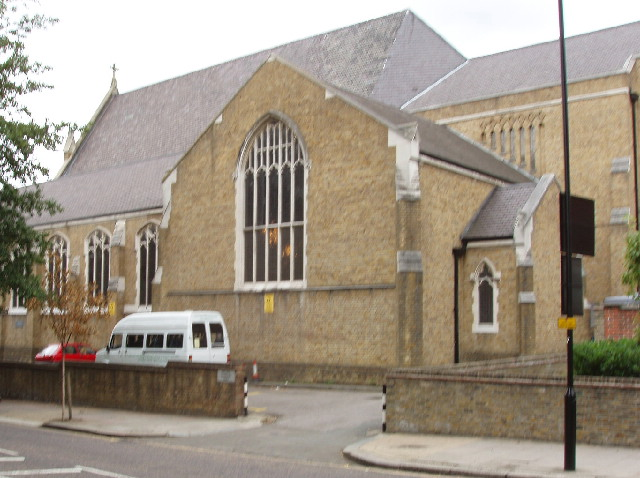
教堂南側

耶穌聖心教堂採哥德式風格的設計，牆面由黃色倫敦磚砌成並以石頭裝飾，屋頂採用威爾斯板岩。中殿和聖壇的交接處採用傾斜的屋頂處理，西門廊原本橫跨中殿和兩個過道的整個寬度，採取一個平頂結構。陡峭的哥德式屋簷下有三個尖尖的入口拱門。中殿的西側屋簷上有一扇的六光窗，帶有華麗的鏤空窗格。南過道的屋簷下有一面圓形的窗戶，上面裝飾有四葉草紋。
教堂的北面如今已完全被學校和大廳建築遮擋住。教堂南側的南過道有六個垂直哥德式風格的三光窗。西南門廊有一個四中心拱門，上面有三個雙彎曲線的壁龕。中殿有一個天窗，上面帶有奇特形式（兩個四葉草上面有一個六葉草）的成對窗戶。南邊的耳堂有一個寬大的山牆，上面有一個五光哥德式垂直窗，東側有一個凸出的小聖堂。在耳堂與中殿牆面和新聖壇的相接處，傾斜的屋頂線上有呈階梯形排列的長方形窗戶。聖堂的東牆上有三對窗戶，並附有四葉草狀的窗框裝飾。

### 內部
耶穌聖心教堂的前廳是一個寬闊的空地，天花板採用平坦柱樑結構，並有通往中殿和過道的寬闊開口。在中殿，第一個隔間被一個管風琴廊所佔據。北側的五層拱廊來自原先普金設計的教堂，在黑色貝斯布魯克花崗岩的柱子上是一個尖形拱門，柱頭和柱礎採用的是波特蘭石。南側的拱廊是1960年代建造的，由三個寬大的倒角拱門組成，拱門與長方形的石墩相連。中殿有一個鏤空屋頂，是利用木頭與橫樑交叉支撐而成。南過道有一個簡單的帶檁條的椽架屋頂。
側牆上一個高大的拱門用作中殿和稍低的聖壇之間的過渡，聖壇有一個鑲板和彩繪馬車屋頂，兩側高大的倒角拱門延續了中殿拱廊的線條。南面的拱門則通向長廊。在東側尾端，一個簡單的模壓拱門通向單層聖所，聖所的家具採用樸素白色石頭製成。東側牆面是阿瑟·弗萊施曼於1967年創作的雕塑和繪畫壁板，用於描繪最後的晚餐一景。南面小聖堂裡精心設計的女性祭壇是由彼得·保羅·普金設計並於1899年由布爾頓公司製作。教堂的彩繪玻璃包括東面的窗戶，似乎是哈德曼工作室的作品，南過道的三個窗戶和西式玫瑰花窗則由哈德曼設計，而Lavers & Westlake公司以及Mayer公司所設計的窗戶也在南過道。

## 宗教服務
耶穌聖心教堂共有六場主日彌撒，分別於週六下午6點，週日上午9點、10點、11點、12點半和晚上7點，週一至週六每天上午10點則有一場平日彌撒。